# Аббатская крона

Аббатская крона

Аббатская крона (англ. Abbey crown) — золотая монета в 20 шиллингов, которую чеканили во время правления шотландского короля Якова V. Её выпускали в Холирудском аббатстве. По месту происхождения данная денежная единица и получила своё название.
Аббатскую крону чеканили с 1526 по 1539 год. На аверсе помещён щит с изображённым на нём львом. Круговая латинская надпись обозначает «Яков V, по милости Божией, король шотландцев». На реверсе изображён крест, по углам которого расположены национальные шотландские символы чертополохи.
Из одной унции 21-каратного золота (875-й пробы) чеканили 9 аббатских крон. Данная монета пришла на смену золотому юникорну. Саму же аббатскую крону после непродолжительного по времени выпуска заменил золотой дукат.